# الأمين (الرقة)
الأمين قرية سورية تتبع ناحية عين عيسى في منطقة تل أبيض في محافظة الرقة. بلغ عدد سكانها 2949 نسمة في عام 2004 حسب إحصاء المكتب المركزي للإحصاء.